# Gare de l'aéroport de Narita Terminal 2·3
La gare de l'aéroport de Narita Terminal 2·3 (空港第2ビル駅, Kūkō-daini-biru eki) est une gare ferroviaire située à Narita, dans la préfecture de Chiba au Japon. Elle dessert le terminal 2 de l'aéroport international de Narita, ainsi que le terminal 3 à distance. La gare est gérée par les compagnies JR East et Keisei.

## Situation ferroviaire
La gare de l'aéroport de Narita Terminal 2·3 est située au point kilométrique (PK) 68,3 de la ligne principale Keisei, au PK 50,4 de la ligne Keisei Aéroport de Narita et au PK 9,8 de la branche aéroport de Narita de la ligne Narita.

## Histoire
La gare entre en service le 3 décembre 1992, la veille de l'ouverture du terminal 2 de l'aéroport.

## Services aux voyageurs

### Accès et accueil
La gare située en souterrain dispose de guichets et des automates pour l'achat de titres de transport. Elle est ouverte tous les jours.

### Desserte

#### JR East
- Ligne Narita :
  - voie 1 : direction Narita, Chiba, Tokyo, Yokohama et Shinjuku (services Narita Express) / Aéroport de Narita Terminal 1

#### Keisei
- Ligne Keisei Aéroport de Narita :
  - voie 1 : direction Oshiage (interconnexion avec la ligne Asakusa pour Shinagawa et Aéroport de Haneda), Nippori et Keisei Ueno (services Skyliner)
  - voie 2 : direction Aéroport de Narita Terminal 1
- Ligne principale Keisei :
  - voie 3 : direction Keisei Narita, Oshiage (interconnexion avec la ligne Asakusa pour Shinagawa et Aéroport de Haneda), Nippori et Keisei Ueno
  - voie 4 : direction Aéroport de Narita Terminal 1